# Ochodaeus bituberculatus
Ochodaeus bituberculatus is een keversoort uit de familie Ochodaeidae. De wetenschappelijke naam van de soort is voor het eerst geldig gepubliceerd in 1847 door Erichson.